# 금융 빅뱅

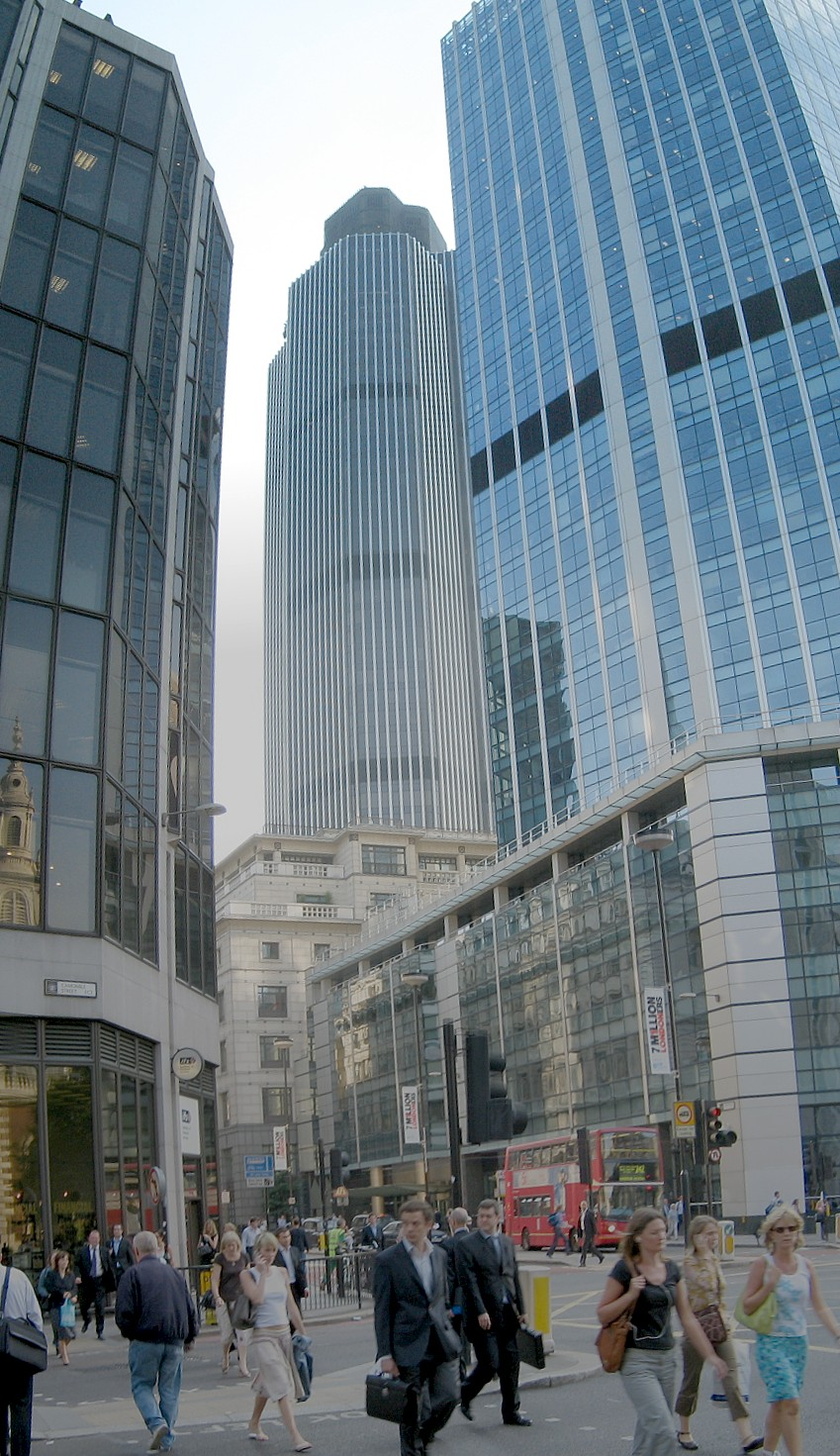
런던 비숍스게이트

금융 빅뱅은 금융 시장에서의 갑작스런 규제 완화를 언급하는 문구로 1986년 영국의 마거릿 대처 수상이 발효한 고정 수수료 폐지, 런던 증권거래소에서 주식매매업자와 브로커의 차별 철폐 그리고 거래소에서 전자 화면 중심 거래로의 전환 등의 정책을 설명하기 위해 만들어졌다.
금융 빅뱅은 1956년의 반독점법 하에서 전임 정권의 공정거래 사무소가 시작한 광범위의 반독점 소송을 완화하기 위해 1983년 대처 정부와 런던 증권거래소가 체결한 합의의 결과였다.

## 정책
영국에서 금융 빅뱅은 대처 정부의 개혁 프로그램 초석의 일환이었다. 개혁 전에 런던 금융기관들은 외국계 은행과의 경쟁에서 지고 있었다. 런던은 세계의 금융 중심지였지만 뉴욕에 추월당했고 훨씬 더 뒤쳐질 위험에 있었다.

## 같이 보기
- 윔블던 효과